# Trogon rufus
Trogon rufus е вид птица от семейство Трогонови (Trogonidae).

## Разпространение
Видът е разпространен в Аржентина, Боливия, Бразилия, Венецуела, Гвиана, Еквадор, Колумбия, Коста Рика, Никарагуа, Панама, Парагвай, Перу, Суринам, Френска Гвиана и Хондурас.